# Adam Jerzy Czartoryski
Adam Jerzy Czartoryski, príncep del seu propi escut, pseudònim "Toulouzan" (Varsòvia, 14 de gener, 1770 - Montfermeil (França), 15 de juliol, 1861), fou un estadista polonès, ministre d'Afers Exteriors de l'Imperi Rus el 1804–1806, gran cambril de la cort reial de Nicolau I Romanov el 1830, vicepresident del Govern Provisional del Regne de Polònia el 1815, senador-voivoda del Tsarat de Polònia (1815), president del Govern Nacional del Regne de Polònia (1831), president del Senat, escriptor, poeta, mecenes de l'art i la cultura, va rebre l'Orde de l'Àliga Blanca (en 1815), gran tresorer del Gran Priorat Catòlic a Rússia dels Cavallers de Malta Orde Sobirà i Militar de Malta el 1798. Fundador del camp polític conservador-liberal Hotel Lambert.
Conciliar secret, company i ministre en funcions dels interessos estrangers, membre del Consell Privat del Monarca i de l'Escola Principal de Govern, general de càrrec, Senador de l'Imperi Rus, Universitat Estatal de Vílnius i comissari de la seva facultat.
Va néixer en el matrimoni del príncep general Adam Kazimierz Czartoryski, general de les Terres de Podolia (1734–1823) i Izabela de soltera Flemming, tot i que durant la seva vida es van estendre rumors que el seu veritable pare era Nikolai Repnin, enviat rus a Varsòvia i amant d'Izabela Czartoryska. Germà de Maria Wirtemberska, Konstanty Adam Czartoryski i Zofia Czartoryska. Marit d'Anna Zofia Sapieżanka (1799–1864), filla d'Aleksander Antoni Sapieha, ajudant de l'emperador Napoleó I, pare de Władysław Czartoryski - fundador del Museu Czartoryski de Cracòvia i del príncep Witold Czartoryski (1822-1865), i Izabella Działyńska - esposa de Jan Kanty Działyński.

## Infància i joventut
Va rebre una educació a casa exhaustiva (el seu professor va ser Gotfryd Ernest Groddeck), que va completar amb viatges a l'estranger. L'any 1786 va fer un viatge de dos anys a Alemanya, on va conèixer a Johann Wolfgang Goethe, Christoph Martin Wieland i Johann Gottfried Herder. A París (1788) va ser presentat a la reina de França, Maria Antonieta. Allà va establir la cooperació amb Scipio Piattoli. El 1788 va tornar al país, on va esdevenir mariscal del consell local de Kamieniec Podolski, però uns mesos més tard (1789) va marxar a Anglaterra i Escòcia, on va començar els estudis a Edimburg. Va tornar a Polònia el 1791. Membre de l'Assemblea d'Amics del Govern Constitució.

## Guerra russo-polonesa (1792)
Com a voluntari, es va unir a l'exèrcit lituà el 1792 i va participar en la guerra russo-polonesa. Va ser comandant d'esquadró (amb el grau de tinent coronel) del 4t Regiment de la Corona de l'Avanguarda i capità de l'estendard de la 7a Brigada Nacional de Cavalleria. Va guanyar la Creu de Cavaller de l'Orde de la Virtuti Militari per participar en la Batalla de Granno. Juntament amb la resta de l'exèrcit lituà, va acusar les autoritats i el rei Estanislau August Poniatowski de traïció. Poc després, el 16 d'agost de 1792, va deixar el servei militar i va marxar a Viena i Londres.

## Aixecament de Kościuszko
Durant l'aixecament de 1794, va viure a l'estranger a Brussel·les i Viena. Després de la destrucció de Puławy per les tropes russes, els pares, per consell del governador general lituà Nikolai Repnin, van enviar els seus fills a Sant Petersburg. Juntament amb el seu germà Konstanty, va ser enviat allà pel seu pare, i l'objectiu de la seva estada era salvar els béns segrestats pels russos.

## Queda't a Rússia
A Rússia, es va convertir en càmera del regiment de la Guàrdia a Cavall. Més tard ascendit al rang de brigadier, va ser l'ajudant del gran duc Alexandre I. Va començar una relació amb l'esposa d'Alexandre, la gran duquessa Lluïsa de Baden. Després del naixement de la seva filla, el príncep Adam va ser nomenat enviat rus al Regne de Sardenya. El 1801 va tornar a Rússia. El 1802, es va dur a terme una reforma de les autoritats imperials segons les recomanacions del príncep Adam. Es van crear vuit ministeris i un comitè de ministres sota la presidència de l'emperador. Czartoryski es va convertir com el diputat d'Aleksander Worontsov, nomenat membre del consell escolar del Ministeri d'Educació i membre del comitè d'organització jueva. Després d'establir el districte científic de Vílnius, el 1803 va assumir el càrrec de superintendent escolar a 8 províncies occidentals de Rússia. En aquest càrrec va ocupar, entre d'altres, cap de la restaurada Universitat de Vílnius.
Es va fer amic i conseller de l'emperador Alexandre I. Nomenat per ell l'any 1803 com a conservador del districte científic de Vílnius, va contribuir al desenvolupament de l'educació als territoris orientals pres de l'antiga Commonwealth polonesa-lituana, i va ampliar la xarxa de parròquies, escoles amb cursos de polonès. Va fer grans contribucions al desenvolupament de la Universitat de Vílnius. L'any 1824, després del judici dels Filomates i Filaretes, va dimitir.
Durant els anys 1804–1806 va exercir com a ministre d'Afers Exteriors al govern rus. Va ser partidari del desenvolupament d'una Polònia unida sota el domini rus (l'anomenat pla Puławy). Això formava part d'un pla més ampli per a la Lliga Europea, un projecte que recordava més la Societat de Nacions que la Santa Aliança fundada el 1815. Czartoryski també va ser membre del Senat rus i del Consell d'Estat.
Es va mantenir fidel a la seva orientació pro-russa també durant el període del Ducat de Varsòvia. Després de l'atac francès a Rússia el 1812, va dimitir dels seus càrrecs estatals i va marxar a l'estranger. La seva persona es va tenir en compte a l'hora de considerar la qüestió polonesa. Es va proposar fer del príncep Adam el virrei de l'estat polonès reconstruït. Després de la derrota de Napoleó a Rússia, els ministres del Ducat de Varsòvia es van dirigir a Czartoryski amb una proposta d'annexió del principat a Rússia, mantenint la Constitució del 3 de maig o la constitució modificada del principat. El 1814, a Chaumont, Czartoryski va presentar a Alexander un programa per connectar 8 governacions lituano-rutenes amb el Ducat de Varsòvia.

## Regnes del Congrés
Durant el Congrés de Viena, com a assessor d'Alexandre I, va participar en la creació del Regne constitucional de Polònia. El 23 de novembre de 1814 va ser admès a la lògia maçònica Temple d'Isis. Des de juliol de 1814 encapçalà el Comitè de Reforma Civil i participà en l'elaboració de la llei constitucional. El 15 de juny de 1815 esdevingué vicepresident del Govern Provisional. L'1 de desembre de 1815 va ser nomenat senador-voivoda del Regne del Congrés. Després, gràcies al gran duc Konstantin i al comissari tsarista Nikolai Novosiltsov, va ser destituït dels càrrecs polítics al govern i es va centrar en qüestions educatives. Després de la mort d'Alexandre I, es va unir a l'oposició conservadora.
El 25 de setembre de 1817 es va casar amb la princesa Anna Zofia, de soltera Sapieha. El 1828, va ser membre de la Cort del Sejm, encarregat de jutjar persones acusades d'alta traïció. Decorat amb l'orde rus de St. Anne, 2a classe, comandant de l'Orde de Malta.

## Aixecament de novembre
- Article detallat: El govern d'Adam Jerzy Czartoryski. a la Viquipèdia polonesa (Rząd Adama Jerzego Czartoryskiego).

Després de l'esclat de l'Aixecament de novembre la nit del 29 al 30 de novembre, el príncep Czartoryski esdevingué membre del Consell d'Administració i el 3 de desembre esdevingué president del Govern Provisional, i després del Govern Nacional fins al 17 d'agost de 1831 (va dimitir pels fets de la nit d'agost). En el període inicial, va comptar amb un acord amb Nicolau I, i més tard amb la intervenció diplomàtica dels països occidentals. Com a senador, va signar l'acta de destronament de Nicolau I Romanov el 25 de gener de 1831. Després de la caiguda de l'aixecament, es va exiliar. Per la seva participació en l'aixecament, l'emperador Nicolau el va condemnar a mort decapitant-lo amb una destral.

## Emigració
- Article detallat: La Gran Emigració. A la Viquipèdia polonesa(Wielka Emigracja).

Va ser membre del parlament insurgent a l'exili. El 25 de febrer de 1832, durant la seva estada a Gran Bretanya, va establir l'Associació Literària dels Amics de Polònia, una associació que mobilitzava l'opinió pública britànica al voltant de la causa polonesa. El 1833 es va establir a París, comprant l'Hôtel Lambert el 1843. Es va convertir en el líder del partit conservador Hotel Lambert. Va donar suport a la política anti-russa dels països europeus, així com als moviments revolucionaris i nacionals, veient en ells la possibilitat de reconstruir Polònia.
El 1839, va vincular les esperances per a la causa polonesa amb l'esclat d'un conflicte internacional per Bèlgica. Va col·locar oficials i soldats polonesos als exèrcits espanyol i portuguès per preparar els quadres del futur exèrcit polonès. Volia vincular la qüestió polonesa amb l'aixecament anti-rússia dels muntanyencs de Xamil. El 1839, el projecte de proclamar el príncep Adam rei de Polònia a l'exili va fracassar. El 1840, Czartoryski va emprendre un programa per renovar el món eslau basat en l'Imperi Otomà. El 1841 es va establir l'agència principal oriental, dirigida per Michał Czajkowski, i el 1843, l'agència occidental sota Ludwik Orpiszewski. Durant la Primavera de les Nacions va estar a Berlín, on va quedar completament desil·lusionat amb el concepte d'un atac conjunt polonès-francès-prussià contra Rússia. Durant la guerra de Crimea de 1853–1856, va patrocinar les formacions militars poloneses a Turquia. Després de la pau de París el 1856, es va retirar de la vida política activa. El 1858 va visitar Gołuchów. A Viena, va ser rebut per l'emperador Franz Joseph I. El 1860, va establir el Bureau des Affaires Polonaises.
Va morir a Montfermeil, prop de París. Va ser enterrat al cementiri polonès de Montmorency. L'agost de 1865, els taüts amb les restes del príncep i de la seva dona (que va morir el 1864) van ser transportats a Sieniawa prop de Przeworsk, on van ser col·locats a la cripta familiar.

## Mecenatge científic i obra literària
També va ser mecenes de la literatura i l'art. Membre actiu de la Royal Society of Friends of Sciences a Varsòvia el 1829. Va ser un dels cofundadors de la Societat Literària fundada l'any 1832, i a partir de 1853 en va ser el president vitalici. També va ser cofundador de l'Associació d'Ajuda Científica i de la Biblioteca de Polònia a París.
Va escriure obres sobre política, però també poemes i poemes sovint relacionats temàticament amb Puławy. Entre els més famosos destaquen: Bard Polski (1840), Powązki (1918) i el diari: Memoires... (vol. 1-2, 1887) Traducció polonesa Memoirs of ks. Adam Jerzy Czartoryski... (Cracòvia, 1904–1905). També es coneixen els seus tractats sobre Kniaźnie (1853), Niemcewicz (1860) i Kant. També va traduir obres d'Horaci, Sòfocles i Píndar. També va ser introduït a les pàgines de la literatura polonesa per Juliusz Słowacki a Kordian i Stanisław Wyspiański a Lelewel.

## Obres més importants
- Bard polski, originari 1795, ed. J.U. Niemcewicz (sense donar el nom de l'autor) al llibre: K. Sienkiewicz Treasury of Polish History, vol 1, París 1840, pàg. 465–589 i ref.; ed. següent: Biblioteca polonesa de París 1860; fragment. i resum general: L. Dębicki: Puławy, vol 4, Lwów 1888; ed. J. Kallenbach, Brody 1912 Obres mestres d'escriptors polonesos i estrangers, vol 79[19]
- Na obcej ziemi i spod obcej strzechy. 1795, fragments publicats per L. Dębicki: Puławy, vol 4, Lviv 1888
- Do Katarzyny II. Fragment, originari 1795–1796, ed. J. Kallenbach: "Sobre el bard polonès, el P. Adam Czartoryski cap al desconegut de la seva poesia", Rozprawy AU Faculty Filologiczne, vol. 57 (1919); també en estampes titulades Bard polski..., Cracòvia 1918
- Powrót do Puław, aixecament cap al 1801, fragments ed. J. Kallenbach: “Sobre el bard polonès, el P. Adam Czartoryski cap al desconegut de la seva poesia", Tesis de la Facultat de Filologia de l'AU, vol. 57 (1919)
- Wiersz do matki, escrit 1809–1813, ed. J. Kallenbach: "Sobre el bard polonès, el P. Adam Czartoryski cap al desconegut de la seva poesia", Tesis de la Facultat de Filologia de l'AU, vol. 57 (1919)
- Myśli dążące do zamiaru polepszenia bytu włościan polskich i podania im środków dojścia stopniami do niepodległości bez szkody właścicieli (Pensaments amb l'objectiu de millorar la vida dels camperols polonesos i proporcionar-los els mitjans per assolir gradualment la independència sense perjudicar els propietaris), Varsòvia (1814)
- O Koblańskim (obituari), es va originar cap al 1817, inèdit, resum publicat per L. Dębicki: Puławy, vol 4, Lviv 1888
- Życie Kniaźnina,[20] aixecament cap al 1817, ed. Revista de Poznań 1853; rebre Poznań 1853 (edició anònima)
- Do Iksów...  (poema),[21] originat probablement en els anys 1816–1818, ed. B. Gubrynowicz: "De la història de la Societat Iks a Varsòvia", Kurier Warszawski 1914, núm. 1 (suposada autoria de Czartoryski)
- Królowa Jadwiga  (monografia històrica). 1818, inèdit, resum públic: L. Dębicki: Puławy, vol 4, Lviv 1888
- Prozodia polska, originària 1820 (esmentat per J. Kallenbach: "Sobre el bardo polonès del príncep Adam Czartoryski vers el desconegut de la seva poesia", Rozprawy AU, Facultat de Filologia, vol. 57, 1919)
- Essai sur la diplomatie ou manuscrit d’un Philhellène. Publié par M. Toulouzan, fundat cap al 1823, ed. París 1830, ed. 2 París 1864; traducció Fragment polonès: Czas 1872, núm. 291 i següents; 1873, núm. 26 i següents.
- Wiersz do J.M. Fredry, aixecament cap al 1824, fragments publicats per L. Dębicki: Puławy, vol 4, Lwów 1888; edició sencera J. Kallenbach: “Sobre el bard polonès, el P. Adam Czartoryski cap al desconegut de la seva poesia", Tesis de la Facultat de Filologia de l'AU, vol. 57 (1919)
- Na bal, aixecament. 1828–1829, ed. J. Kallenbach: “Sobre el bard polonès, el P. Adam Czartoryski cap al desconegut de la seva poesia", Tesis de la Facultat de Filologia de l'AU, vol. 57 (1919)
- Powązki (poema inacabat), escrit 1795–1830, fragments publicats per L. Dębicki: Puławy, vol 4, Lwów 1888; edició sencera J. Kallenbach: "Sobre el bard polonès, el P. Adam Czartoryski cap al desconegut de la seva poesia", Tesis de la Facultat de Filologia de l'AU, vol. 57 (1919)
- Wiejskie ogrody, orígens 1795–1830, fragments ed. J. Kallenbach: “Sobre el bard polonès, el P. Adam Czartoryski cap al desconegut de la seva poesia", Tesis de la Facultat de Filologia de l'AU, vol. 57 (1919)
- Kiedyś, powst, 1795–1830, ed. J. Kallenbach: “Sobre el bard polonès, el P. Adam Czartoryski cap al desconegut de la seva poesia", Tesis de la Facultat de Filologia de l'AU, vol. 57 (1919)
- Sybilla puławska, (poema inacabat), escrit 1795–1830, fragments publicats per L. Dębicki: Puławy, vol 4, Lviv 1888
- Pochwała Jana Pawła Woronicza, czytana na posiedzeniu Tow. Przyj. Nauk dnia 30 kwietnia 1830 roku, Puławy (1830), ed. 2 Puławy 1830 (a més: poemes de Woronicza), manuscrit: Ossolineum, ref. 1898/II
- Dernier mot sur le statut organique imposé à la Pologne le 26 fèvr. 1832,, París 1833
- Mowy... od roku 1838–1847, de 1838–1847, ed. amb una introducció de T.A. Olizarowski, París 1847:

| « | traducció Francès: discursos únics (segona meitat del segle XX) traducció Alemany: K. Biedermann Fürst A.G. Czartoryski und seine Stellung zur Sache Polens, vol 2, Leipzig 1848 | » |

- Lettre... aux Polonais. (París, 26 d'agost de 1854), París (1854)
- Lettre... à Lord Dudley-Stuart, membre du Parlament à l’ocassion du dînner donné à Londres par le Société des Amis de la Pologne. (Paris, 24 mars 1854, sense lloc ni any de publicació
- O pańszczyźnie, París 1858
- Letter of the A. Prince... (Paris, 30 septembre 1859), sense lloc i any de publicació (opuscle juntament amb: Lettre... à Lord Dudley-Stuart, membre du Parliament à l'ocassion du dînner donné à Londres per la Société des Amis de la Pologne)

Convocatòria d'una contribució medalla a Lord D.C. Stuart, París 1859
- Wezwanie do składki na medal dla lorda D.C. Stuarta, una crida als meus estimats compatriotes. Agost, París 1859
- Odezwa do kochanych rodaków. Sierpień, París 1859
- Żywot Juliana Ursyna Niemcewicza,, París 1860, manuscrits (còpies amb les correccions manuscrites de l'autor) a la Biblioteca Czartoryski: Archiwum Domowe, ref.: Ew. XVII 703-706, Ew XV/1850 (aquí a les pàgines 299–453 cartes de Niemcewicz)
- Testament polityczny... pisany w Montfermeil, dnia 14 lipca 1861, París (1861), altres edicions. París 1861
- Mémoires du prince Adam Czartoryski et sa correspondence avec l’ empereur Alexandre Ier. Préface de Mr Charles de Mazade, vol 1-2, París 1887.

| « | traducció Polonès: K. Escipió Memòries del P. Adam Jerzy Czartoryski i la seva correspondència amb l'emperador Alexandre I, pròleg de L. Gadon, pròleg de K. de Mazade, vol 1-2, Cracòvia 1904–1905. traducció Anglès: A. Giełgud: Memòries del príncep Adam Czartoryski i la seva correspondència amb Alexandre I, Londres 1888 traducció Rus: vol 1, pt. Casa pairal russa a finals del segle XVIII i principis del XIX. Iz notok kn. Adam Czartoryski. 1795–1805, Sant Petersburg 1908 – A. Dmitriev, vol 1-2, Moscou 1912–1913 | » |

* O pocieszeniu, vol 1-2, obra filosòfica inèdita escrita al llarg de la seva vida, pròleg escrit el 1853, resum proporcionat per L. Dębicki: Puławy, vol. 4, Lviv 1888
- Pan Sędzia Deluta. Sceny z pierwszych lat panowania Stanisława Augusta, inèdit, resum aportat per L. Dębicki: Puławy, vol 4, Lviv 1888
- Kant (tesi), inèdita, resum proporcionat per L. Dębicki: Puławy, vol 4, Lviv 1888
- O czasach dawnego rycerstwa w porównaniu do wieku teraźniejszego, inacabat, inèdit, resum proporcionat per L. Dębicki: Puławy, vol 4, Lviv 1888
- Wstęp do historii, inacabat, inèdit, resum proporcionat per L. Dębicki: Puławy, vol 4, Lviv 1888
- Wstęp do historii Litwy, inèdit, resum proporcionat per L. Dębicki: Puławy, vol 4, Lviv 1888.

La llista de poemes d'Adam Jerzy Czartoryski datada el 3 de desembre de 1861, elaborada a París, dona els títols de les següents obres poètiques inèdites: Bekiesz, balada heroica; Helena; Sobre Temir; Al pare Józef Koblański; A la mort de Tukres; A la Pàtria 1796; Un fragment sobre la vida humana; Estrofes per a la mort de Tadeusz Kościuszko; Retrat; Al Pare; Passatge; Sobre els alumnes de la princesa general Czartoryska; Estimar; Any Nou, el dia onòmial del P. General Z.P.¡¡; Sobre Foubrun; A Hanna; Febus i Dafne; Estrofes per la mort del meu Leoś. 1828; A les meves germanes; Les meves hores feliços van desaparèixer: els poemes esmentats (còpies i autògrafs), excepte l'últim, estaven a la Biblioteca Czartoryski (Arxiu de la llar). Hi ha un poema sobre inc.: El ventre d'un boig, que fins ara ha desmaiat focs... (amb correccions de F. D. Kniaznin). A més, va escriure discursos i cartes ocasionals, vegeu: Estreicher III (1962), pàg. 357–363. Els manuscrits són, entre d'altres, a la Biblioteca Czartoryski, Arxiu Central de Registres Històrics (Arxiu Wilanów, ref. núm. 136), Arxiu del Patronat de Vílnius.

## Traduccions
- Píndar: Odes (seleccionades), inèdites, autògrafs desconeguts, informació proporcionada per J. Kallenbach: "About the Polish Bard, Fr. Adam Czartoryski cap al desconegut de la seva poesia", Tesis de la Facultat de Filologia de l'AU, vol. 57 (1919)
- Horaci: Odes (seleccionats), inèdit, autògraf desconegut, informació proporcionada per J. Kallenbach: "About the Polish Bard, Fr. Adam Czartoryski cap al desconegut de la seva poesia", Tesis de la Facultat de Filologia de l'AU, vol. 57 (1919)
- Sòfocles: Antígona, inèdit, autògraf desconegut, informació proporcionada per J. Kallenbach: "About the Polish Bard, Fr. Adam Czartoryski cap al desconegut de la seva poesia", Tesis de la Facultat de Filologia de l'AU, vol. 57 (1919)
- Do Wenery (del grec), inèdit, autògraf desconegut, informació facilitada per J. Kallenbach: «About the Polish Bard, Fr. Adam Czartoryski cap al desconegut de la seva poesia", Tesis de la Facultat de Filologia de l'AU, vol. 57 (1919)
- J. Macpherson: Pieśń Osjana (fragment: "Oskar's Death"), manuscrit: Czartoryski Library (Home Archives)
- J. Addison: Cato (fragment del monòleg de Cato de l'acte 5), manuscrit: Czartoryski Library (Home Archives).

## Lletres i materials
A I. Czartoryska de 1785–1789, manuscrit: Biblioteca Czartoryski: Ew. 1089 (Arxiu de la llar núm. 529)
- A G.E. Grodek dels anys 1787–1822, manuscrits: Biblioteca Jagel·loniana, ref. 3097; Biblioteca Czartoryski, núm. 5240, 5445
- Correspondència amb S.R. Woronców dels anys 1801–1807, manuscrits: Biblioteca Czartoryski, ref. 5528–5533
- A Jan Śniadecki dels anys 1801–1825, manuscrits: Biblioteka Jagiellońska, ref. 3104
- Correspondència amb P. Cycyanów de 1802–1805, manuscrit: Biblioteca Czartoryski, ref. 5539
- Correspondència amb S. Piattoli de 1803–1807, manuscrit: Biblioteca Czartoryski, ref. 5508
- Correspondència amb A.M. Golicyn, Jan Śniadecki, T. Czacki, G.E. Grodek de 1803 i altres. (en qüestions relatives a la Universitat de Vílnius), manuscrit: Biblioteca de la Universitat de Varsòvia, número de referència: F. Pol. XVIII 1.
- Correspondència amb S.R. Worontsov, publicat amb el títol "Pierepiska gr. S.R. Worontsowa amb kn. A. Czartoryjskom. 44 pis'ma 1803–1807", Archiv kn. Worontsov, vol. 15
- A N.N. Nowosilcowa dels anys: 1805, 1807, 1812, publicat amb el títol "Tri pis'ma príncep A. Czartoryjskogo k N.N. Nowosiltsov. 1805, 1807 i 1812 godow", soobszczeny N.J. Makarov, Russkij archiw 1875, vol 1, p. 325
- Correspondència amb F. Gentz de 1805–1806, manuscrit: Biblioteca Czartoryski, ref. 5534
- Correspondència amb Tatiszczew de 1805–1807, manuscrit: Biblioteca Czartoryski, ref. 5538
- A T. Czacki, 2 cartes de 1806, manuscrit: Biblioteka Jagiellońska, ref. 3140
- A J. Mickiewicz de 1806, manuscrit: Biblioteka Jagiellońska, ref. 3140
- Correspondència amb K. Ypsylanti de 1806–1808, manuscrit: Biblioteca Czartoryski, ref. 5540
- Correspondència amb Alexandre I de 1806–1823, ed. a: Alexandre Ier i el príncep Czartoryski. Correspondence particulière et conversations 1801–1823... avec une introduction par Ch. de Mazade, París 1865, ed. 2 (ampliat) al llibre: Mémoires du prince Adam Czartoryski et sa correspondance avec l' empereur Alexandre Ier. Préface de Mr Charles de Mazade, vol 1-2, París 1887
- A T. Czacki de 1806 (1 carta) i Jan Śniadecki (6 cartes), ed. M. Baliński: Memòries sobre Jan Śniadecki, vol 2, Vilnius 1865
- A A.K. Czartoryski dels anys 1807–1821, fragments publicats per L. Dębicki: Puławy (1762–1830), vol 2, Lwów 1887, pp. 182–184, 233–243, 323-341.
- A I. Czartoryska de 1807–1835, manuscrit: Biblioteca Czartoryski, número: Ew. 816-818 (Arxiu de la llar núm. 248-250)
- A T. Czacki de 1809, ed. A. Osiński a: Sobre la vida i els escrits de T. Czacki, Krzemieniec 1816; també ed. 2 Cracòvia 1851
- A Jan Śniadecki de 1809 i S. Malewski de 1819, ed. S. Pigoń: "La cura del príncep conservador A. Czartoryski per la llengua i la literatura polonesa", Źródła Mocy 1931, núm. 7 i ref.; pròleg al llibre: Entre creadors, Cracòvia 1947
- A I. Czartoryska dels anys 1811–1834, manuscrit: Biblioteca Czartoryski, número: Ew. 625 (Arxiu de la llar núm. 57)
- A A. Potocki a la col·lecció de 1812–1831 i a A. née Lubomirska Potocka de 1813, manuscrits: Central Archives of Historical Records (Archiwum Wilanowskie, ref. 290, 293)
- A K. Koźmian dels anys: 1815, 1817 i sense data, manuscrit: Biblioteka PAN Kraków, ref. 2031: vol 1, pàgs. 12-15; vol. 2, l. carta del 14 de maig de 1815 publicada per A.E. Koźmian: Els meus records, vol 1, Poznań 1867

pàgina 99; carta del 14 de maig de 1815 publicada per A.E. Koźmian: Els meus records, vol 1, Poznań 1867
- A S. Malewski de 1816–1822, ed. J. Kallenbach: "Kuratoria Vilnius (1803–1823)", Biblioteka Warszawska 1904, vol 3; pròleg a: "Times and People", Varsòvia 1905
- A A.M. Golitsyn de 1817, Universitat de Vilnius i S. Malewski de 1822, publicat per T. Turkowski: Materials for the history of literature and education in Lithuania and Ruthenia, vol 2, Vilnius 1937
- Correspondència amb A. Feliński de 1818–1819, fragments publicats per E. Kipa Pamiętnik literari, any 7 (1908), pàg. 616–622
- Correspondència amb P. Maleszewski: al 9 d'agost de 1818, a partir del 26 de setembre de 1815, cartes diverses; manuscrits: Biblioteca Czartoryski, ref. 5442, 5476; Biblioteca de l'antiga Escola d'Economia de Varsòvia
- A J.U. Niemcewicz i correspondència amb K.U. Niemcewicz dels anys 1849–1850, manuscrits: Biblioteca Czartoryski, ref. 5450, 5452, 5462, 5472; fragment. carta a J.U. Niemcewicz del 17 de setembre de 1822, publicat per B. Gubrynowicz, Pamiętnik Literacki, any 21 (1924/1925), p. 288
- Correspondència amb J. Twardowski de 1822–1824, ed. J. Ogończyk Annal de la Societat d'Amics de les Ciències de Poznań, vol 26 (1899) i magnífic. Poznań 1900
- A A.K. Czartoryski, manuscrit: Biblioteca Czartoryski, número: Ew. 3212
- A G.A. Capodistria de Florència 7 de febrer de 1827; 2 cartes a L. Sapieha -des de París: 1 d'octubre de 1832 i 7 de juny de 1841; 2 cartes a A. Zamoyski -des de París: 20 i 22 de març de 1861; op. M. Handelsman: "De la correspondència del príncep Adam", "Przegląd Współczesny", vol 66, núm. 91–102
- A J. Skrzynecki de 1831, manuscrits: Biblioteca Czartoryski, ref. 3934–3935
- Correspondència d'Anglaterra de 1831–1832, manuscrit: Biblioteca Czartoryski, ref. 5274
- Correspondència de 1831–1833 (71 cartes), publicada per W. Plater Album Muz. nar. a Raperswil, Poznań 1871
- Correspondència amb Lord Stuart Dudley de 1834–1852, manuscrits: Biblioteca Czartoryski, números de referència: 5473–5475, 5517–5519 (vegeu Lettre... à Lord Dudley-Stuart, du Parliament à l'occasion du dîner donné à Londres par le Société des Amis de la Pologne (París, 24 de març de 1854), Call for a medal for Lord D.C. Stuart).
- A A. Mickiewicz, 8 cartes de 1838–1855 i a L. Plater de 1839, ed. W. Mickiewicz Correspondència d'Adam Mickiewicz, vol 3-4, París 1876–1885 i ed. Pròxim; carta del 27 d'octubre de 1855 anunciada per E. Heleniusz (E. Iwanowski): Memòries del passat, vol 2, Cracòvia 1876, pàg. 558 ss.
- A A. Mickiewicz del 20 de desembre de 1841, ed. W. Kochanowski Diari literari, anuari 7 (1908), p. 623
- A M. Czajkowski: 15 cartes del 1842, 1 carta del 1848, 1 carta del 1849, 3 cartes del 1855; a W. Czartoryski des de 1855 i a A. Mickiewicz des de 1855; ed. F. Rawita Gawroński: "Activitats d'emigració des de 1831 a Turquia fins a la Pau de París", Przewodnik Naukowy i Literacki 1908
- A: Abdul-Mejid del 1851, S. Drozdowski del 1852, A. Alléon del 1854, M. Czajkowski 2 cartes del 1855 i altres, manuscrit: Biblioteka PAN Kraków, ref. 1900, vol
- A H. Błotnicki de 1853, manuscrit: Ossolineum, ref. 12165/II
- A B. Zaleski de 1853, ed. J. Tretiak: Bohdan Zaleski, vol 3, Cracòvia 1914
- A L. Łętowski, 2 cartes de 1858, ed. L. Dębicki: Fr. Bisbe de Letov, Lviv 1873
- Diverses desenes de cartes publicades per L. Gadon: "Rev. A. Czartoryski durant l'aixecament de novembre", "Przegląd Polski", any 25 (1890/1891), vol 4 (100) - any 26 (1891/1892), vol 1 (101) i ed. separat: Cracòvia 1892; també ed. nou: Cracòvia 1903
- A L. Nabielak i K. Różycki; al llibre: Diversos actes i documents relatius a les activitats d'A. Towiański, vol 1, Roma 1898–1899
- A W. Cousin, ed. J. Kleiner: "Cartes d'A. Czartoryski i Mickiewicz al cosí", "Przegląd Współczesny" 1926, núm. 55
- De A.K. Czartoryski dels anys 1784–1809, fragments publicats per L. Dębicki: Puławy (1762–1830), vol 4, Lwów 1888, pàg. 63–81
- De I. Czartoryska de 1785–1800; aquí també hi ha diverses cartes del seu pare, Adam Kazimierz, que inclouen: del 1802; ed. S. Duchińska "Crònica familiar" 1886–1887 i ed. separat: "Cartes de I. Czartoryska al seu fill gran, el príncep Adam", Cracòvia 1891
- D'I. Czartoryska de 1799–1800, fragments publicats per L. Dębicki: Puławy (1762–1830), vol 4, Lwów 1888, pàg. 103 i ss.
- De I. Czartoryska de 1801–1835, manuscrits: Biblioteca Czartoryski, número de referència: Ew. 1036–1038 (Arxiu de la llar núm. 468-470)
- De S. Trembecki, 7 cartes de 1801–1802, ed.: J. Kott, R. Kaleta: Cartes de Stanisław Trembecki, vol 2, Wrocław 1954
- De F. Karpiński, 3 cartes de 1802–1817, ed. T. Mikulski, R. Sobol: "Correspondència de Franciszek Karpiński de 1763–1825", Wrocław 1958, Literatura Archiwum, vol 4
- De T. Mostowski, 2 cartes de 1803, ed. J. Platt: Tadeusz Mostowski com a editor. Dels problemes de "Polish Didots", "Des del tresor de la cultura" 1960, número 12
- De T. Czacki, 10 cartes de 1803–1811, ed. totalment o parcialment. L. Dębicki: "De la correspondència científica de Puławy", Biblioteka Warszawska 1885, vol. pròleg a: Puławy, vol 3 Lwów 1888, p. 92 ss.
- De J.U. Niemcewicz 87 cartes de 1803–1840, ed. Żywot Julian Ursyn Niemcewicza, París 1860, pàg. 299–453
- De J.U. Niemcewicz dels anys: 1804, 1820; manuscrits: Biblioteca Nacional, accés núm. 6939 (Arxiu Wilanów, ref. núm. 216) i Biblioteca Czartoryski, ref. 5504
- De I. Potocki de 1804–1805, manuscrit: Biblioteca Czartoryski (Arxiu de la llar, núm. de referència 1226)
- De J. Chodani, manuscrit: Archive of the Vilnius Kuratoria, ref. 108, que conté materials de 1804–1824
- De J. Wybicki de 1804 i de T. Gorzeński de 1814, publicat per A.M. Skałkowski: Arxiu Wybicki, vol 2, Gdańsk 1950
- De Jan Śniadecki, 5 cartes de 1805–1807, ed. M. Chamcówna, S. Tync: Correspondència de Jan Śniadecki: Cartes des de Cracòvia, vol 2 (1787–1807); del llegat de L. Kamykowski, Wrocław 1954
- De L. Plater de 1806, manuscrit: Biblioteka Jagiellońska, ref. 3140
- De Jan Śniadecki de 1806–1807, manuscrit: Biblioteka Jagiellońska, ref. 3162, vol. 1-2
- De Jan Śniadecki, 11 cartes de 1806–1818 i 2 cartes (sense data), ed. M. Baliński: Memòries sobre Jan Śniadecki, vol 1-2, Vilnius 1865
- Correspondència de Jan i Jędrzej Śniadecki dels anys 1806–1829, manuscrit: Biblioteca Czartoryski, ref. 125
- De Jan Śniadecki de 1807–1808, manuscrit: Biblioteka Jagiellońska, ref. 3157
- De Jan Śniadecki, 5 cartes de 1807–1809, ed. M. Baliński: Estudis històrics, Vilnius 1856
- De Jan Śniadecki, estaven a les col·leccions de Jaszuny prop de Vílnius, en carteres que cobrien els anys: 1808–1809, 1810–1830; còpies de L. Kamykowski a la Biblioteca de l'Acadèmia Polonesa de Ciències de Cracòvia
- D'A. Osiński, 2 cartes de 1809–1816; de S. Kłokocki de 1813; manuscrit: Biblioteca Czartoryski, ref. 5476; carta de 1809, ed. A. Kowalska: "Una entrada més del diccionari inèdit de la llengua polonesa d'Alojzy Osiński", Prace Polonistyczny, sèrie XIII (1957)
- De Jan Śniadecki de 1809–1824, manuscrit: Biblioteca Czartoryski, ref. 127
- De P.S. Dupont de Nemours de 1811, ed. L. Dębicki Puławy (1762–1830), vol 4, Lviv 1888
- De J. Zawadzki, publicat per T. Turkowski: Els inicis de "Pamiętnik Warszawski" a r 1814", Pamiętnik Warszawski 1931, pàg.
- De F. Bentkowski del 19 de maig de 1815, manuscrit: Biblioteca Czartoryski, ref. 5476
- De K. Lach Szyrma, 5 cartes de 1819–1846, manuscrit: Biblioteca Czartoryski, ref. 5521; adv. A. Aleksandrowicz: "Contribucions a l'activitat cultural i literària de Krystyna Lacha Szyrma", Przegląd Humanistyczny 1961, núm
- Correspondència amb M. Jurkowski, manuscrits: Biblioteca Czartoryski, ref. 5477; Biblioteca Jagel·loniana, ref. 976/1; fragment. carta de Jurkowski del 14 de juliol de 1819 - publicada per M. Plezia en el suplement de: "Michał Jurkowski and the Greek in Krzemieniec, 1805–1830", Wrocław 1964, PAN. Sucursal a Cracòvia. Treballs de la Comissió de Filologia Clàssica núm 5
- De J. Zawadzki i Jan Śniadecki de 1821, fragments de T. Turkowski: Materials for the history of literature and education in Lithuania and Rus, vol 2, Vilnius 1937
- De J.K. Chodani de 1822, manuscrit: Biblioteca Czartoryski, ref. 5477
- De J. Gołuchowski de 1823, ed. L. Dębicki Puławy (1762–1830), vol 4, Lviv 1888
- De A. Kłągiewicz de 1823, manuscrit: Biblioteca Czartoryski, ref. 5458
- De Jędrzej Śniadecki, publicat per A. Wrzosek: "Cartes de Jędrzej Śniadecki al príncep A. Czartoryski, conservador del districte científic de Vilnius", Krytyka Lekarska 1903 i rebudes
- De J. Bem de 1832–1847, manuscrit: Biblioteca Czartoryski, ref. 5483
- Dels emigrants polonesos a Amèrica els anys 1834–1837, manuscrit: Biblioteca Czartoryski, ref. 5500
- De diversos tolosans de 1843, manuscrit: Biblioteca Czartoryski, ref. 5479
- De C. Norwid de: 2 de juny de 1850 i 7 d'abril de 1860; dels autògrafs de la Biblioteca Czartoryski anunciats per S. Pigoń: "De la correspondència de Cyprian Norwid. Cartes a A. i Wł. Czartoryski", "Tydzień", suplement de "Głos Narodu" 1936, núm. 11-12; rebre Cracòvia 1936
- De C. Norwid de l'estiu de 1852, publicat per S. Pigoń: "Unes cartes de Cypriana Norwid", Głos (Poznań) 1935, núm. pròleg en estampes de C. Norwid: “Paraula i lletra considerades en el desenvolupament històric. Un grapat de cartes de 1846–1883”, Varsòvia 1935 (1936)
- De C. Norwid del 7 d'abril de 1856, autògraf de la Biblioteca Czartoryski, publicat per S. Pigoń: "Comentari de Cyprian Norwid a la part III. Dziady", "Ruch Literacki" 1930, núm. 4
- De M. Grabowski, ed. M. Handelsman: "Carta desconeguda de M. Grabowski al P. Adam", Un llibre commemoratiu en honor de L. Piniński, vol. 1, Lviv 1936, pàg. 349–358
- De F. Bentkowski, manuscrit: Biblioteca de la Universitat de Varsòvia, ref. 2795 (Pol. F. XVIII 8)
- Diploma de l'Acadèmia de Vílnius des de 1808 que nomena Czartoryski com a membre honorari, manuscrit: Arxius centrals de registres històrics (Archiwum Wilanowskie, ref. 370)
- Apunts de 1810, publicats sota el títol «Notes del príncep A. Czartoryski sobre la seva posició política (1810). Soobszczeno S.G. Stroganowy", Russkij archiw 1876, vol. 1, p. 418
- Recomanacions donades a J. Twardowski des de 1822–1824, ed. Dr. Szeliga (J. Bieliński): "Reforma de la Universitat de Vílnius... durant el rectorat de Twardowaki", Arxiu per a la història de la literatura i l'educació a Polònia, vol 9 (1897)

Una sèrie d'altres documents estan registrats a Estreicher III (1962), 362-364. Els manuscrits de les cartes eren, entre d'altres, a: la Biblioteca Czartoryski, l'Arxiu K. Montalembert de La Roche en Breuil, la Biblioteca Jagel·loniana, així com a la Biblioteca Krasiński i la col·lecció Raperswil de la Biblioteca Nacional; destruït el 1944.

## Activitats maçòniques
Al segle XVIII, va ser membre de la lògia del Temple d'Isis, jutge i membre honorari de la lògia francmaçó Bouclier du Nord el 1811, membre de la lògia Casimir el Gran el 1819/1820 i membre honorari de la logia Darkness Rozprozone el 1820.